# Dover (Nova Jérsei)
Dover é uma cidade  localizada no estado americano de Nova Jérsei, no Condado de Morris.

## Demografia
Segundo o censo americano de 2000, a sua população era de 18.188 habitantes.
Em 2006, foi estimada uma população de 18.387, um aumento de 199 (1.1%).

## Geografia
De acordo com o United States Census Bureau tem uma área de
7,0 km², dos quais 6,9 km² cobertos por terra e 0,1 km² cobertos por água. Dover localiza-se a aproximadamente 282 m acima do nível do mar.

## Localidades na vizinhança
O diagrama seguinte representa as localidades num raio de 8 km ao redor de Dover.